# Puerto Tirol

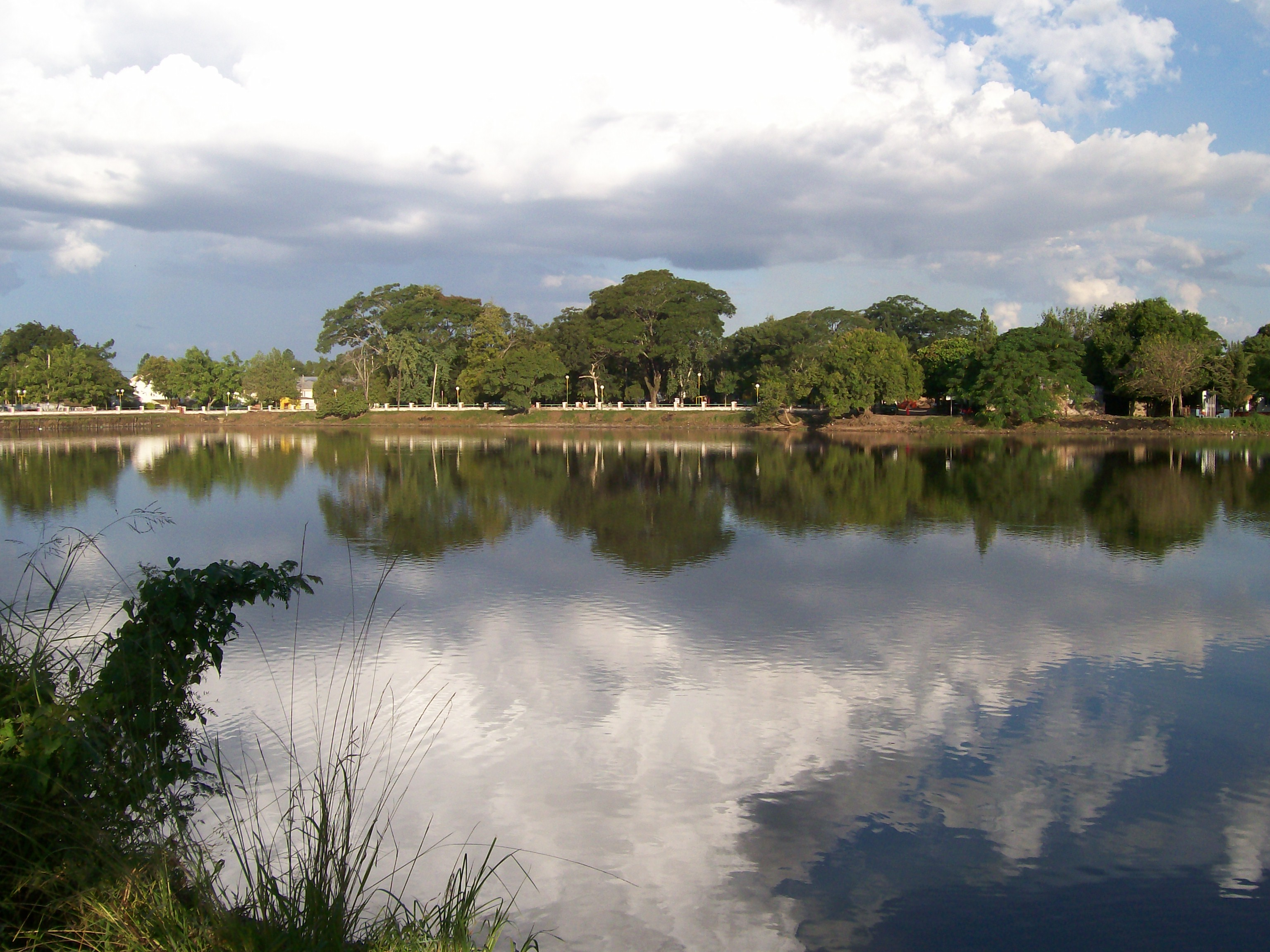
Laguna Beligoy, en el centro del pueblo, vista desde la estación de tren urbano.

La ciudad de  Puerto Tirol es una localidad en la provincia del Chaco, Argentina, cabecera del departamento Libertad. El pueblo de Puerto Tirol fue uno de los primeros en formarse en el territorio del Chaco, debido a su cercanía con la costa del río Paraná (unos 30 kilómetros) y a su comunicación con este mediante el río Negro, única vía de acceso en los comienzos y hoy no navegable.
La presencia de varias instalaciones industriales —incluyendo una de las pocas plantas tanineras que aún subsiste en el mundo— conformó un pueblo típicamente industrial a comienzos del siglo XX. La caída de las actividades industriales en la provincia a fines de dicho siglo declinó este perfil, y con esto su población y la actividad económica. Sin embargo, desde los años 1980 se observa un repunte demográfico merced a los escasos 5 kilómetros que la separan del Gran Resistencia, y su eficiente comunicación con esta por medios terrestres (la ruta Nacional N.º 16 que forma parte del corredor bioceánico) y ferroviaria a través de Trenes Argentinos Operaciones.
Aunque sobreviven en Puerto Tirol algunas de las industrias más importantes del Chaco (taninera, frigorífico, aserraderos) la ciudad buscó en los últimos años reactivar esta actividad. La instalación en 2008 de una planta industrial de una fábrica textil de hilos, confección y tintura de tela de jeans ( Archivado el 27 de septiembre de 2007 en Wayback Machine.) es fruto de esos intentos, y auguran un mejor futuro a esta localidad. Actualmente posee el Parque Industrial más importante de la Pcia del Chaco, generando alrededor de 1700 puestos de trabajo industrial y esta en plena expansión. Desde la producción textil (hilos y tela denim) hasta lavaderos industrial y confección de jeans, pasando por industria de ladrillos cerámicos, colchones y muebles de descanso, muebles de oficinas, industrias metalúrgicas, de biotecnologia, producción de harinas de huesos y productos para mascotas, grasas bobinas y porcinas, caños y tanques plásticos, fábricas de aberturas de aluminio, etc, etc  

## Toponimia
Los primeros inmigrantes llegados a este lugar provenían de la zona de habla italiana del Tirol en el Imperio Austro-Húngaro. El nombre de la comunidad era "Tirol", pero la presencia de un embarcadero que comunicaba a la colonia con el río Paraná le dio el nombre de puerto, el cual perduró aun cuando hoy el río Negro no es navegable.

## Cultura
Tienen un lugar relevante el Centro Artístico Artesanal La Escuelita de Artes y Oficios de Puerto Tirol, la cual inicialmente formó desde 1988 a niños, jóvenes y adultos en distintas disciplinas del arte y de oficios, desde la capacitación “no formal”. Hoy, la Fábrica Cultural, la Fundación Huoqo, la Orquesta comunitaria del Cruce viejo, la Escuela Municipal de folklore, el Centro Cultural La Maraña, el Centro Cultural Municipal, son espacios culturales donde a través de la enseñanza y los eventos posteriores y permanentes, posicionan a Puerto Tirol, como un lugar emblemático para las distintas expresiones culturales.
A su vez se realizó hasta no hace mucho tiempo en Tirol el festival del Pre-Laborde, clasificatorio para el festival Nacional del Malambo que se desarrolla en la ciudad de Laborde, provincia de Córdoba Es la Capital Provincial del Chamamé, llevándose allí el tradicional Festival Nacional del Taninero y Provincial del Chamamé, que se3 desarrolla desde el año 2004. También se desarrollan el Festival de Danza Tirol Abraza al país, como así también las Bienales de Muralismo (Arte Público) que reúne a las muralistas más destacados de Latinoamérica. Por esta última es conocida como la Capital Provincial del Muralismo. Son reconocidos los carnavales Murgueros, que destacan a esta ciudad como centro de la Murga Artística, un carnaval inclusivo y familiar.  

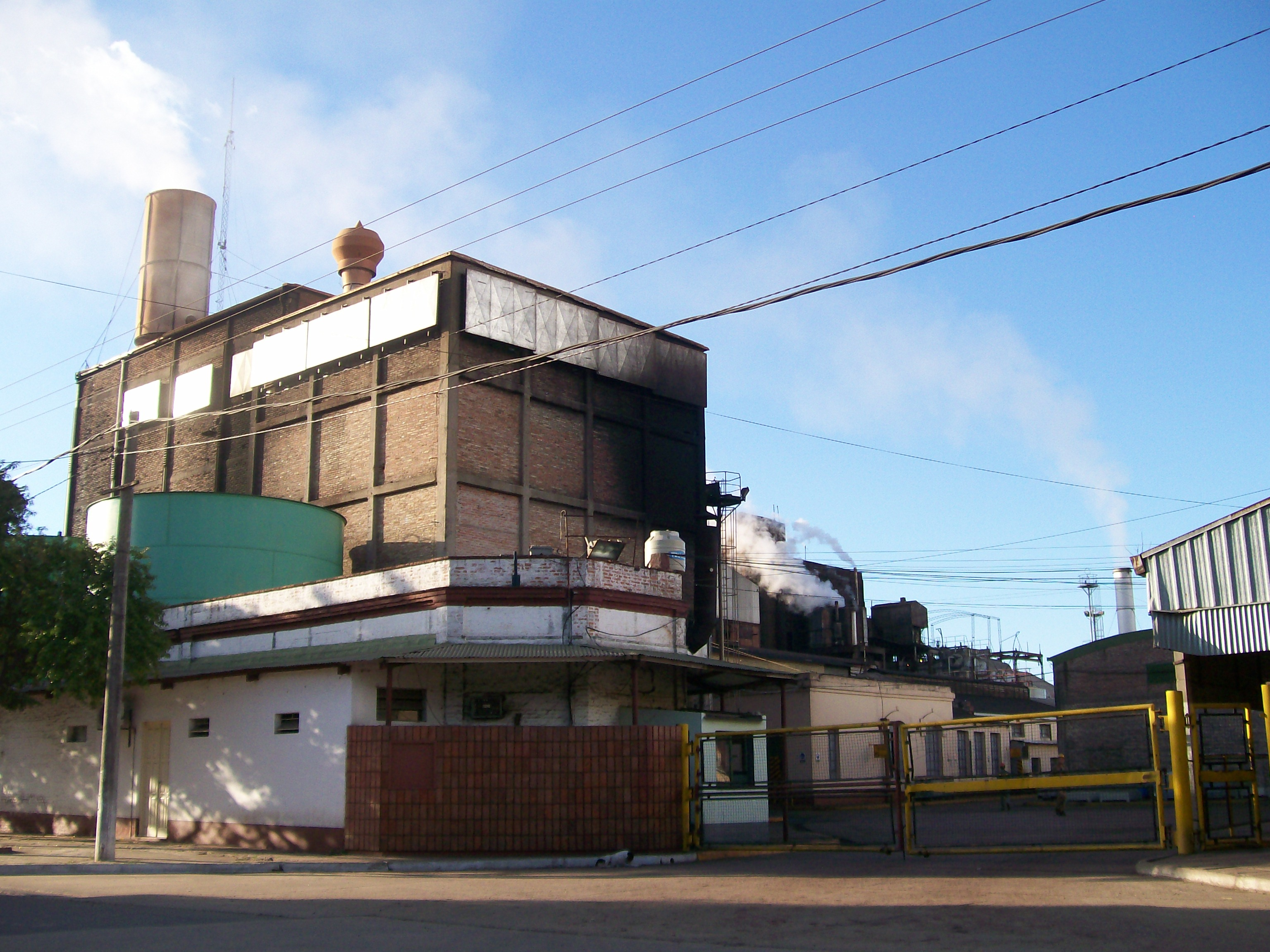
La fábrica de tanino de Unitan S.A.I.C.A. se encuentra en el centro del Tirol, y alrededor de ella se desarrolló el pueblo.

El santo patrono del lugar es San José Obrero, y la festividad es el 19 de marzo. A su vez, en esta misma parroquia se encuentra emplazada una imagen de Santa Rita de Cascia, la que todo los 22 de mayo es venerada por una multitud de personas que asisten desde distintos puntos del país, dando lugar a una de las festividades religiosas más importantes del nordeste argentino.
El Festival Provincial del Taninero es un festival folclórico que se lleva a cabo con éxito desde 2004.

## Deportes
La instituciones deportivas más reconocidas son el Club Atlético Independiente de Tirol, y el Club Atlético Juventud de Tirol, de activa participación en fútbol. En el club Juventud se practican además artes marciales, vóley y fútbol 5; Ambos clubes compiten en la liga chaqueña de fútbol.  Club Atlético Independiente Tirol, ha ganado 6 títulos oficiales de primera división, siendo unos de los 5 (cinco) clubes más ganadores de dicha Liga; mientras que el Club Juventud, que ha crecido notablemente en la infraestructura en los últimos años, alcanzó 2 títulos locales oficiales y 2 títulos de la Federación Chaqueña de Futbol, representando en 5 oportunidades en torneos regionales.

## Vías de comunicación

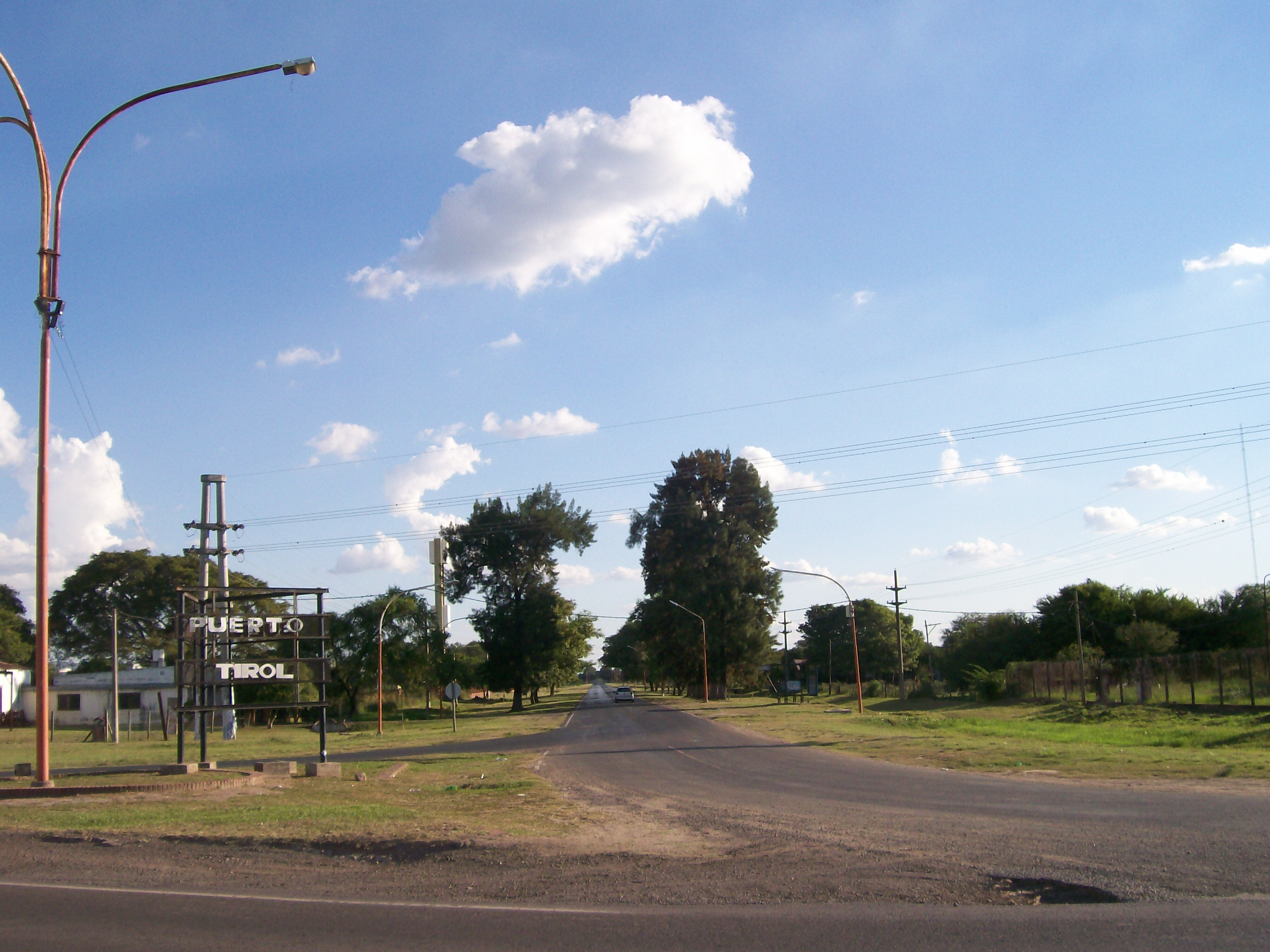
Acceso principal a Puerto Tirol desde la Ruta Nacional 16.

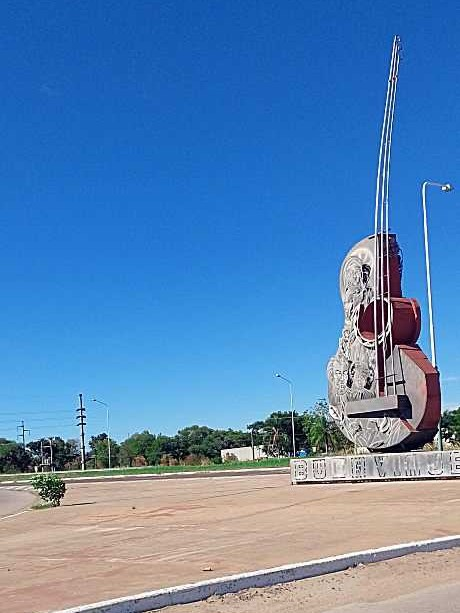
Monumento en el acceso a Puerto Tirol

La principal vía de acceso es la ruta Nacional N.º 16 (asfaltada), que la comunica al sudeste con Resistencia y al noroeste con Makallé. El tramo entre Puerto Tirol y Resistencia es una autovía de 2 carriles por mano separados entre sí por un espacio central. Otras vías de acceso terrestre pero sin asfaltar son las prolongaciones de las avenidas 25 de Mayo y Alvear, que parten de Fontana.
En sus inicios la comunicación era fluvial a través del río Negro, pero actualmente dicho río no es utilizado como vía navegable.

## Población
Su población era de 7 855 habitantes (Indec, 2001), lo que representa un crecimiento del 23,3% frente a los 6 372 habitantes (Indec, 1991) del censo anterior. En el municipio el total ascendía a los 9,767 habitantes (Indec, 2001).
Dentro del municipio se halla la localidad de Estación General Obligado. Un paraje rural de importancia por su significado histórico es Villa Jalón, asiento de una fábrica de tanino que cerró en 1935.

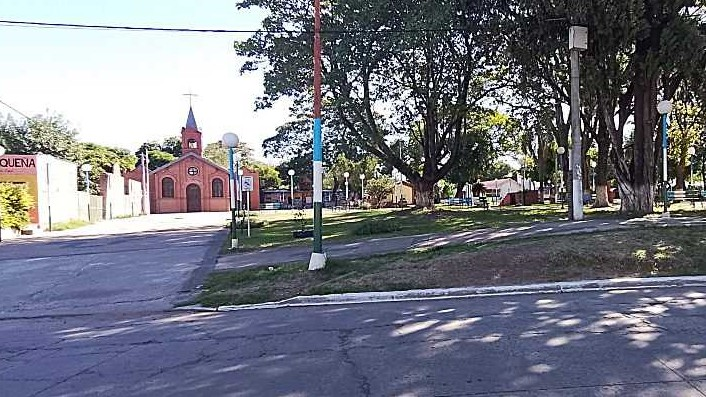
Vista a la Parroquia San José

## Parroquias de la Iglesia católica en Puerto Tirol
| Arquidiócesis | Resistencia |
| ------------- | ----------- |
| Parroquia     | San José    |